# Macaldenia
Macaldenia là một chi bướm đêm thuộc họ Noctuidae, it was considered a đồng nghĩa của Dysgonia for some time.

## Các loài
- Macaldenia palumba (Guenée, 1852)
- Macaldenia palumbioides Hampson